# Denkendorf (Bavière)
Pour les articles homonymes, voir Denkendorf.
Denkendorf est une commune de Bavière (Allemagne), située dans l'arrondissement d'Eichstätt, dans le district de Haute-Bavière.